# Ristjärnen (Orsa socken, Dalarna)
Ristjärnen är en sjö i Orsa kommun i Dalarna och ingår i Dalälvens huvudavrinningsområde.